# Jerónimos (Madrid)
Jerónimos es un barrio del distrito madrileño de Retiro. En él se encuentran el parque del Retiro y la iglesia de los Jerónimos, de donde proviene su nombre. Se creó a partir de 1865, sobre terrenos que pertenecieron al desaparecido palacio del Buen Retiro y que fueron vendidos al Estado por parte de la reina Isabel II (1830-1904), para ser urbanizados. Forma parte del denominado Paisaje de la Luz junto al paseo del Prado, declarado Patrimonio de la Humanidad el 25 de julio de 2021.

## Resumen
Se trata de uno de los barrios más elegantes y aristocráticos de Madrid y sus viviendas alcanzan los precios más altos por metro cuadrado de la capital.
Destacan entre sus edificios más emblemáticos, el Museo del Prado, la iglesia de San Jerónimo el Real, la Real Academia Española, el Ayuntamiento de Madrid, el Hotel Ritz, el palacio de la Bolsa de Madrid, el Cuartel General de la Armada, el Casón del Buen Retiro, el Salón de Reinos o el Museo Nacional de Artes Decorativas. En el barrio de Los Jerónimos, además del parque del Retiro, se ubica desde el siglo XVIII y frente a la fachada sur del Museo del Prado, el Real Jardín Botánico.
El barrio también alberga la Escuela Técnica Superior de Ingenieros de Caminos, Canales y Puertos (Edificio Retiro) de la Universidad Politécnica de Madrid.

## Límites
El barrio se encuentra limitado por la calle de Alcalá por el norte, la avenida Menéndez Pelayo por el este, el paseo del Prado por el oeste y el paseo de la Reina Cristina por el sur.

## Transportes

### Cercanías Madrid
En un extremo se encuentra la Estación de Atocha, con servicio de cercanías (C-2, C-3, C-4, C-5, C-7, C-8 y C-10), media distancia y largo recorrido. A 200 metros del límite del barrio también se encuentra la estación de Recoletos (C-2, C-7, C-8 y C-10)

### Metro de Madrid
Las líneas 1, 2 y 9 dan servicio al barrio.
- Línea 1: Estación del Arte y Atocha.
- Línea 2: Estaciones de Banco de España y Retiro
- Línea 9: Estación de Ibiza

### Autobuses
Dentro de la red de la Empresa Municipal de Transportes de Madrid, las siguientes líneas prestan servicio a barrios de este distrito:
| Línea             | Terminales                                     |
| ----------------- | ---------------------------------------------- |
| 1                 | Cristo Rey – Prosperidad                       |
| 2                 | Manuel Becerra – Reina Victoria                |
| 9                 | Sevilla – Hortaleza                            |
| 10                | Cibeles – Palomeras                            |
| 14                | Conde de Casal – Pío XII                       |
| 15                | Sol-Sevilla – La Elipa                         |
| 19                | Plaza de Cataluña – Legazpi                    |
| 20                | Sol-Sevilla – Pavones                          |
| 24                | Estación de Atocha – Estación de El Pozo       |
| 26                | Tirso de Molina – Diego de León                |
| 27                | Embajadores – Plaza de Castilla                |
| 28                | Puerta de Alcalá – Bº Canillejas               |
| 32                | Jacinto Benavente – Pavones                    |
| 34                | Cibeles – Las Águilas                          |
| 37                | Cuatro Caminos – Puente de Vallecas            |
| 45                | Legazpi – Reina Victoria                       |
| 54                | Estación de Atocha - Congosto                  |
| 57                | Estación de Atocha – Alto del Arenal           |
| 59                | Estación de Atocha – San Cristóbal             |
| 63                | Felipe II – Santa Eugenia                      |
| 74                | Pº Pintor Rosales – Parque de las Avenidas     |
| 86                | Estación de Atocha – Villaverde Alto           |
| 102               | Estación de Atocha – Estación de El Pozo       |
| 141               | Estación de Atocha – Buenos Aires              |
| 146               | Callao – Los Molinos                           |
| 152               | Felipe II – Méndez Álvaro                      |
| C1                | Circular 1                                     |
| C2                | Circular 2                                     |
| N1                | Cibeles – Sanchinarro                          |
| N2                | Cibeles – Valdebebas                           |
| N3                | Cibeles – Feria de Madrid                      |
| N4                | Cibeles – Barajas                              |
| N5                | Cibeles – Colonia Fin de Semana                |
| N6                | Cibeles – El Cañaveral                         |
| N7                | Cibeles – Valderrivas                          |
| N8                | Cibeles – Pavones                              |
| N9                | Cibeles – Ensanche de Vallecas                 |
| N10               | Cibeles – Palomeras                            |
| N11               | Cibeles – Madrid Sur                           |
| N12               | Cibeles – Butarque                             |
| N13               | Cibeles – Colonia San Cristóbal de los Ángeles |
| N14               | Cibeles – Villaverde Alto                      |
| N15               | Cibeles – Hospital 12 de Octubre               |
| N16               | Cibeles – Avenida de la Peseta                 |
| N17               | Cibeles – Carabanchel Alto                     |
| N18               | Cibeles – Las Águilas                          |
| N19               | Cibeles – Colonia San Ignacio de Loyola        |
| N20               | Cibeles – Pitis                                |
| N21               | Cibeles – Arroyo del Fresno                    |
| N22               | Cibeles – Barrio de La Paz                     |
| N23               | Cibeles – Montecarmelo                         |
| N24               | Cibeles – Las Tablas                           |
| N25               | Alonso Martínez – Villa de Vallecas            |
| N26               | Alonso Martínez – Aluche                       |
| Exprés Aeropuerto | Atocha – Aeropuerto                            |
| Exprés Aeropuerto | Cibeles – Aeropuerto                           |
| NC1               | Circular 1                                     |
| NC2               | Circular 2                                     |
| E2                | Felipe II – Las Rosas                          |
| E3                | Felipe II – Valderrivas                        |